# أديل اسكويروس

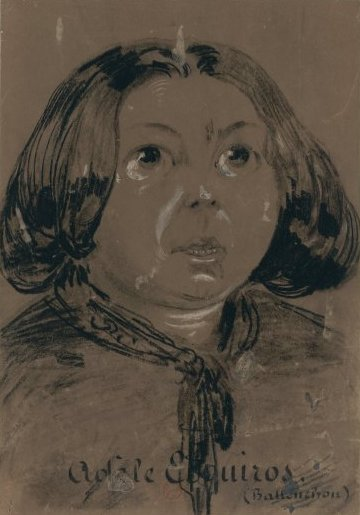
أديل إسكيروس بقلم نادار.

أديل إسكيروس، وُلدت باسم أديل-جولي باتانشون (12 ديسمبر 1819 - 22 ديسمبر 1886)، كانت صحفية وكاتبة فرنسية نسوية.

## حياة
وُلدت أديل إسكيروس في باريس، وهي ابنة بيير-فرانسوا باتانشون، طالب الطب الذي توفي عام 1860، وماري-روز روفيون، المتقاعدة التي توفيت عام 1844، والتي تزوجت عام 1822. كان لإسكيروس أربعة إخوة: بيير-فرانسوا (توفي عام 1864)، مدرس موسيقى في ليبورن ثم في بوردو؛ غابرييل-فيليكس، أستاذ في جنيف؛ إدموند، رسام في باريس؛ وهنري، تاجر في بوينس آيرس. أما شقيقتها إميلي (توفيت عام 1864)، فتزوجت من شخص يُدعى دوبوسك، وهو مالك أراضٍ في لو بوي.
كانت أديل إسكيروس معلمة وشاعرة، وقد التقت بالكاتب الرومانسي ألفونس إسكيروس، الذي تحول إلى الأفكار الاشتراكية والجمهورية، فتزوجته في باريس في 7 أغسطس 1847. كتبت معه عدة كتب، منها تاريخ العشاق المشهورين (Histoire des amants célèbres) وندم، ذكريات الطفولة (Regrets, souvenir d'enfance)، لكنها هُجرت من قِبله عام 1850 
خلال الجمهورية الفرنسية الثانية، كانت أديل إسكيروس عضوًا نشطًا في نادي النساء، الذي أُسس في أبريل 1848، وجمعية التعليم المتبادل للنساء، التي تأسست في أغسطس 1848، إلى جانب كل من جين ديروان، أوجيني نيبوييه، وديزيريه غاي. كما شاركت في تأسيس صحيفتين نسويتين: صوت النساء (La Voix des Femmes) عام 1848، ثم رأي النساء (L'Opinion des Femmes)، إلى جانب أوجيني نيبوييه ولويز كوليه.. 
من أشهر أعمالها هو ردها على رواية جول ميشليه بعنوان الحب (1860). 
كانت أديل إسكيروس عضوًا في جمعية رجال الأدب (Société des gens de lettres)، وتوفيت في باريس عام 1886 وهي تعاني من العمى والشلل، وفي فقر مدقع، حيث عاشت فقط بفضل إعانة ضئيلة من الجمعية. وعند وفاتها، لم تترك سوى 1827 فرنكًا من الأصول.. 

## أعمالها
- لو فيل دي لا فيرج ، باريس، ف. بوتون، 1845، 70 ص.
- تاريخ العشاق المشهورين(مع ألفونس إسكويروس)، باريس، مكتب المطبوعات الوطنية، 1847.
- ندم. - تذكارات الطفولة. - التعزية. - جالوسي ، (مع ألفونس إسكويروس)، باريس، طبعة بينارد، ١٨٤٩، ٢ ص.
- جورب أزرق قديم ، في الوقفات الأدبية المصورة ، المجلد الثاني: اختيار الروايات والقصص القصيرة والأشعار والمسرحيات وغيرها. من أفضل الكتاب القدماء والمعاصرين وغيرهم. مواليد عام 1849.
- حب غريب ، باريس، أ. كورسييه، 1853، IV-349 ص.
- حياة مشتركة، بقلم ألفونس إسكيروس. السباق على الأزواج، سندريلا الجديدة، حب فتاة صغيرة، متجر الأب ميتو، بقلم أديل إسكيروس، باريس، ليكريفان وتوبون، 1859، 48 صفحة.
- الحب ، باريس، 1860، 107 ص.
- قصة خادمة، باريس، إي. بيك، 1861، 138 ص.
- تجار الحب ، باريس، بيك، 1865، 224 ص.

## روابط خارجية
- النسوية والاشتراكية: أديل وألفونس إسكيروس (جامعة سانتا كلارا)